# Adesmus seabrai
Adesmus seabrai är en skalbaggsart som beskrevs av Lane 1959. Adesmus seabrai ingår i släktet Adesmus och familjen långhorningar. Inga underarter finns listade i Catalogue of Life.